# Paraliparis porcus
Paraliparis porcus és una espècie de peix pertanyent a la família dels lipàrids.

## Descripció
- Fa 8,5 cm de llargària màxima.
- Nombre de vèrtebres: 52.[4]

## Hàbitat
És un peix marí i demersal que viu entre 332 i 374 m de fondària.

## Distribució geogràfica
Es troba davant les costes de l'illa Elefant.